# Паркс, Тони (вратарь)
Энтони «Тони» Паркс (род. 26 января 1963) — английский футбольный тренер и профессиональный футболист, который играл на позиции вратаря в Англии за «Тоттенхэм Хотспур», «Оксфорд Юнайтед», «Джиллингем», «Брентфорд», «Фулхэм», «Вест Хэм Юнайтед», «Сток Сити», «Донкастер Роверс», «Скарборо» и «Галифакс Таун»; и в Шотландии за «Фалкирк».

## Биография
Паркс родился в Хакни, Лондон, и начал свою футбольную карьеру с «Тоттенхэм Хотспур», несмотря на то, что он не был игроком основного состава, он сыграл в 1984 году в финале Кубка УЕФА, в котором он парировал последний пенальти Арнора Гудьонсена в серии послематчевых 11-метровых. Последний матч в карьере Паркс сыграл 2 сентября 2000 года в составе «Галифакс Таун» против «Лейтон Ориент», команды разошлись миром 2:2. В карьеры, охватившей более 20 лет, он был в составе 15 различных клубов, в результате чего сыграл более 250 матчей. Также он дважды был у руля «Галифакс Таун» как исполняющий обязанности главного тренера.
После того, как его игровая карьера закончилась, Паркс стал работать в качестве тренера вратарей нескольких клубов и как один из тренеров Национальной футбольной ассоциации работает с молодежными сборными Англии. В ноябре 2008 года он сменил Ханса Лейтерта на посту тренера вратарей «Тоттенхэм Хотспур». В этой команде он работал с такими вратарями, как Уго Льорис, Брэд Фридель и Эурелио Гомес. В 2013 году Паркс был признан лучшим тренером вратарей года. В сезоне 2014/15 он работал с «Норвич Сити», а в следующем сезоне — с «Астон Виллой». 4 июня 2016 года Паркс был уволен с должности тренера вратарей «Астон Виллы». До сезона 2018/19 Паркс работал начальником вратарской академии «Уотфорда». Однако он покинул клуб в сентябре 2018 года и основал собственную вратарскую академию.

## Достижения
«Тоттенхэм Хотспур»
- Кубок УЕФА (победитель): 1984